# مارغريت من بورغندي، ملكة فرنسا
مارغريت البرغونية (1290 - 14 أغسطس 1315)؛ هي ملكة فرنسا ونافارا القرينة بكونها الزوجة الأولى لـ لويس العاشر والأول.

## الحياة
مارغريت هي ابنة الكبرى لـ روبرت الثاني دوق برغونية والأميرة أغنيس ابنة الملك لويس التاسع ومارغريت البروفنسية.
في عام 1305 تزوجت مارغريت من ابن خالها الأول لويس الذي كان في ذاك الوقت ملك نافارا بعد وفاة والدته جوان الأولى، وفي نوفمبر 1314 أصبح ملك فرنسا بعد وفاة والده فيليب الرابع، كانت لديهم ابنة واحدة جوان (مواليد 1312 - توفي 1349).
في وقت مبكر من 1314، زعم أن مارغريت ارتكبت الزنا مع أحد الحراس في برج دو نيسل، كانت سلفتها الملكة إيزابيلا شاهدة عليها، وبذلك تعرضت مارغريت للسجن لمدى حياتها، جانب إلى جنب مع سلفتها بلانش البرغونية زوجة شارل أخ الأصغر لـ لويس (لاحقا:ملك فرنسا)، سجنت مارغريت في قلعة غلارد وبعد المعاملة السيئة واشتدد البرد توفيت مارغريت،  زوجها لويس بعد وفاتها بـ أيام قليلة اتخذ زوجة الثانية من قريبتها كليمينتيا المجرية، واستطعت انجاب له الوريث المنتظر جان.